# كلب المروج المكسيكي
كلب المروج أسود الذيل (الاسم العلمي:Cynomys ludovicianus) (بالإنجليزية: Black-tailed Prairie Dog)‏ هو نوع من الحيوانات يتبع جنس الكلب المروج من فصيلة سنجابية.